# Kwangbok-Straße
Die Kwangbok-Straße (deutsch: „Straße der Befreiung“) ist eine Hauptverkehrsstraße in der nordkoreanischen Hauptstadt Pjöngjang. Die Straße hat eine Länge von etwa sechs Kilometern und ist hundert Meter breit. Neben der Chongchun-Straße bildet sie die wichtigste Durchfahrtsstraße des Stadtbezirks Mangyŏngdae-guyŏk und ist zugleich eines der dichtestbesiedelten Wohngebiete.
Sie wurde im Jahr 1989 anlässlich der 13. Weltfestspiele der Jugend und Studenten fertiggestellt.

## Verkehrsanbindungen
Die Straße führt von der Jongim-Brücke über die Chilgol-Überführung nach Westen stadtauswärts Richtung Mangyongdae. An ihrem Ende mündet sie in die im Jahr 2000 fertiggestellte Straße der Heroischen Jugend, die breiteste Autobahn Nordkoreas. In ihrem Verlauf nach Westen trennt sie die Ortsteile Palgol-dong, Chilgol-dong und Kalrimgil-dong im Norden von den Ortsteilen Tangsan-dong, Chukjon-dong und Chukchon-dong im Süden. Am östlichen Ende der Straße befindet sich die Station Kwangbok der Hyŏksin-Linie der Pjöngjanger Metro.

## Anliegende Bauwerke und Einrichtungen
Die Bebauung der Kwangbok-Straße besteht großteils aus 14-geschossigen Wohnhäusern. Aus dem Siedlungsgebiet ragen zudem teils wellenförmige, teils zylindrische Hochhäuser und Wohnblöcke mit 20, 30, 35 und 42 Etagen hervor. Alleine in den 1990er Jahren wurden hier Wohnungen für 100.000 Haushalte gebaut. Des Weiteren befinden sich entlang der Straße mehrere Reihenhäuser und öffentliche Gebäude. Sämtliche Bauwerke fügen sich zu einem einheitlichen architektonischen Straßenbild zusammen.
Zu den bekanntesten Einrichtungen in der Kwangbok-Straße gehören der Schülerpalast Mangyongdae, der Zirkus Pjöngjang und das Ch’ŏngnyŏn-Hotel an der Kreuzung zur Chongchun-Straße sowie das Kwangbok-Kaufhaus, eines der größten Einkaufszentren Nordkoreas. Auf der gegenüberliegenden Straßenseite des Zirkus Pjöngjang befindet sich ein Turm der Unsterblichkeit im Gedenken an die ehemaligen Machthaber Kim Il-sung und Kim Jong-il.
Seit Oktober 1992 existiert in der Kwangbok-Straße ein Krankenhaus speziell für Militäroffiziere. Für Nordkorea ungewöhnlich ist das im Dezember 2008 eröffnete Restaurant in der Kwangbok-Straße, das auf italienische Küche spezialisiert ist.

### Kwangbok-Wohnviertel

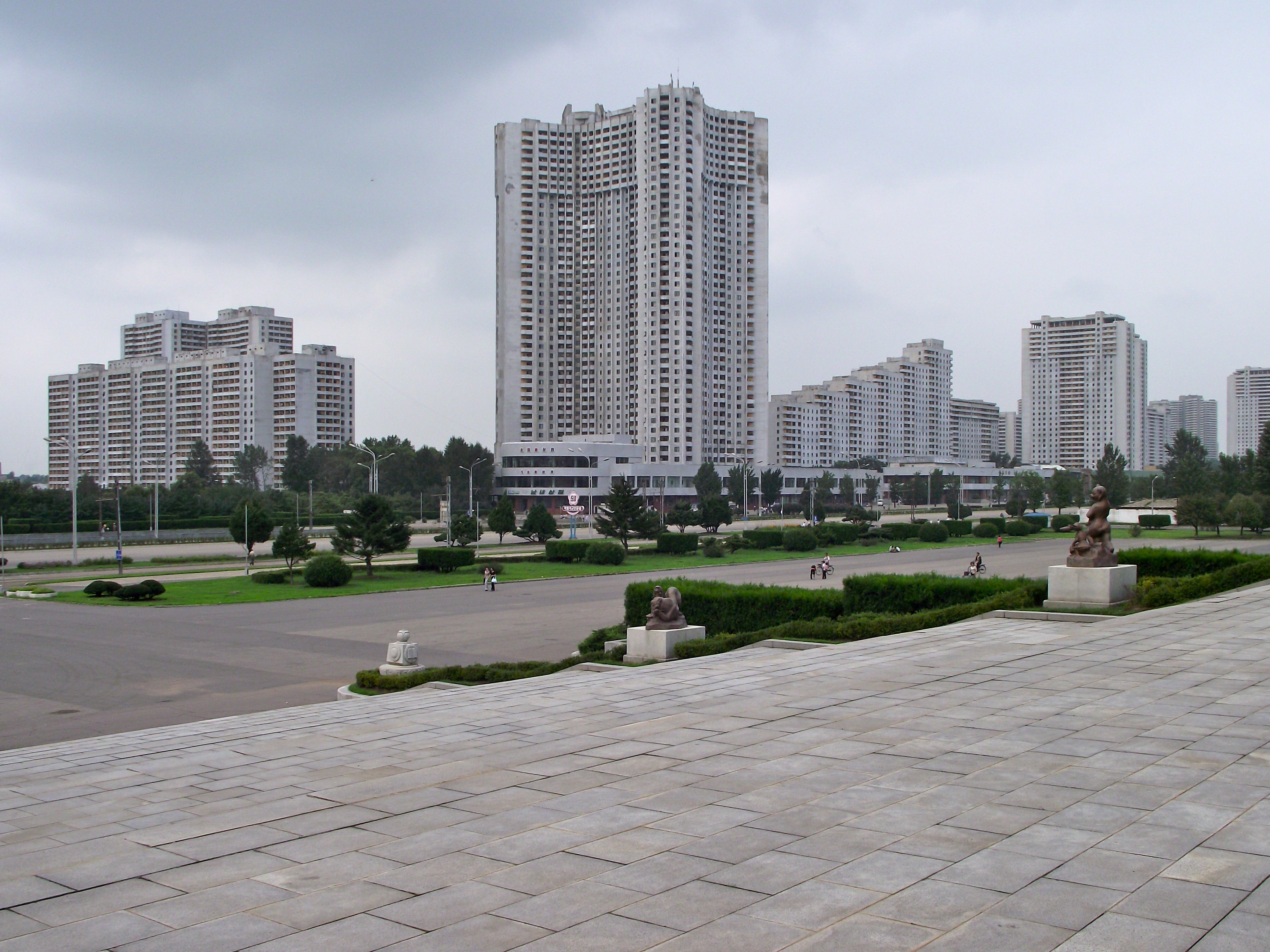
Wohnblöcke am südlichen Ende der Kwangbok-Straße

Das Kwangbok-Wohnviertel erstreckt sich entlang eines Großteils der Straße und bildet ein in den 1980er Jahren erbautes Siedlungsgebiet mit über 25.000 Wohneinheiten.
Auffällig sind vor allem die drei 30-geschossigen Hochhäuser gegenüber dem Zirkus Pjöngjang. Sie bestehen aus jeweils drei kreisförmigen Wohntürmen, die im Dreieck zueinander angeordnet und mit weiteren Wohneinheiten mit dem Grundriss eines Sterndreiecks miteinander verbunden sind. Mit einem Grundriss von 1440 Quadratmetern besitzen sie eine Bruttogeschossfläche von insgesamt 46.960 Quadratmetern.
Die dreiflügeligen Wohngebäude mit ebenfalls 30 Etagen und einem Grundriss von 1351 Quadratmetern besitzen 420 Wohneinheiten mit einer Gesamtquadratmeterzahl von 40.000.
Ein weiterer auffälliger Wohnkomplex besitzt einen sechseckigen Grundriss und setzt sich aus zwei 33-geschossigen und drei 42-geschossigen Teilbauten zusammen.
Wirtschaftliche Bedeutung im Kwangbok-Wohnviertel wird dem Pjöngjanger Lichtleitkabelwerk zugeschrieben, in dem seit April 1992 Lichtkabel produziert werden.

### Kwangbok-Kaufhaus
Das Kwangbok-Kaufhaus ist das drittgrößte Einkaufszentrum Nordkoreas. Es besitzt drei Etagen und bietet eine Verkaufsfläche von 27.000 Quadratmetern. Sein Bau begann während der 13. Weltfestspiele der Jugend und Studenten. Im Oktober 1991 wurde es eröffnet. 2008 bekam das Gebäude eine Glasfassade. Im Jahr 2010 fanden grundlegende Umbauten statt. Vor der Wiedereröffnung am 5. Januar 2011 wurde es von Kim Jong-il und seinem Sohn Kim Jong-un persönlich besucht und begutachtet. Der Besuch fand zwei Tage vor dem Tod des damaligen Machthabers statt und war seine letzte offizielle Amtshandlung.

### Zirkus Pjöngjang

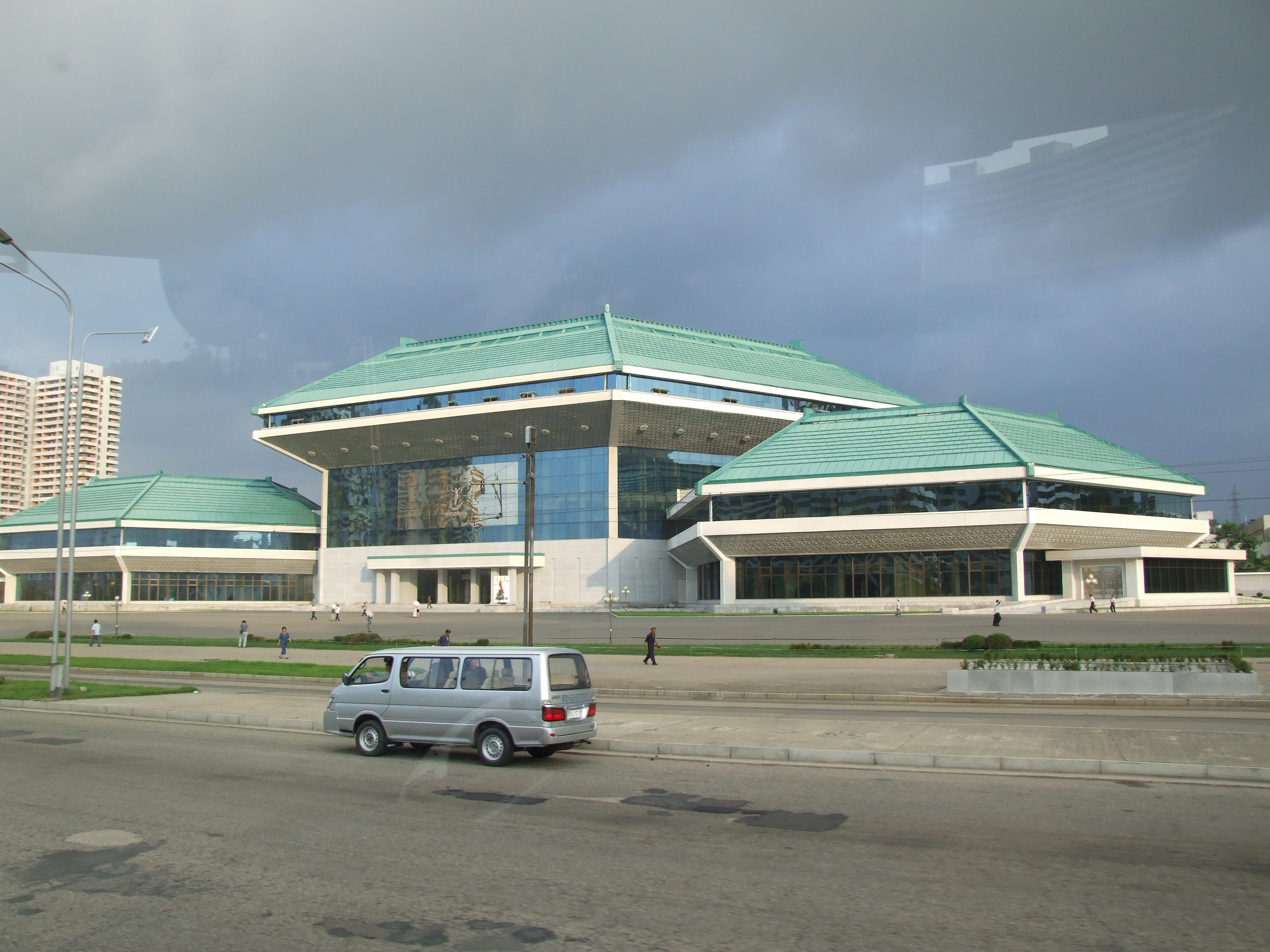
Zirkus Pjöngjang

Der Zirkus Pjöngjang wurde, wie auch ein Großteil der restlichen Straßenbebauung, im Jahr 1989 fertiggestellt und am 1. Mai, dem Tag der Arbeit, eröffnet. Er liegt südlich an der Straße im Ortsteil Chukjon-dong.
Der Zirkus ist Spielstätte des nordkoreanischen Staatszirkus. Das Gebäude erstreckt sich über eine Gesamtfläche von 70.000 Quadratmetern und besitzt fünf Hallen. Es hat eine Kapazität für 3500 Besucher. Charakteristisch für den Bau mit den grünen Dächern ist der hexagonale Grundriss der drei Haupthallen.

### Schülerpalast Mangyongdae

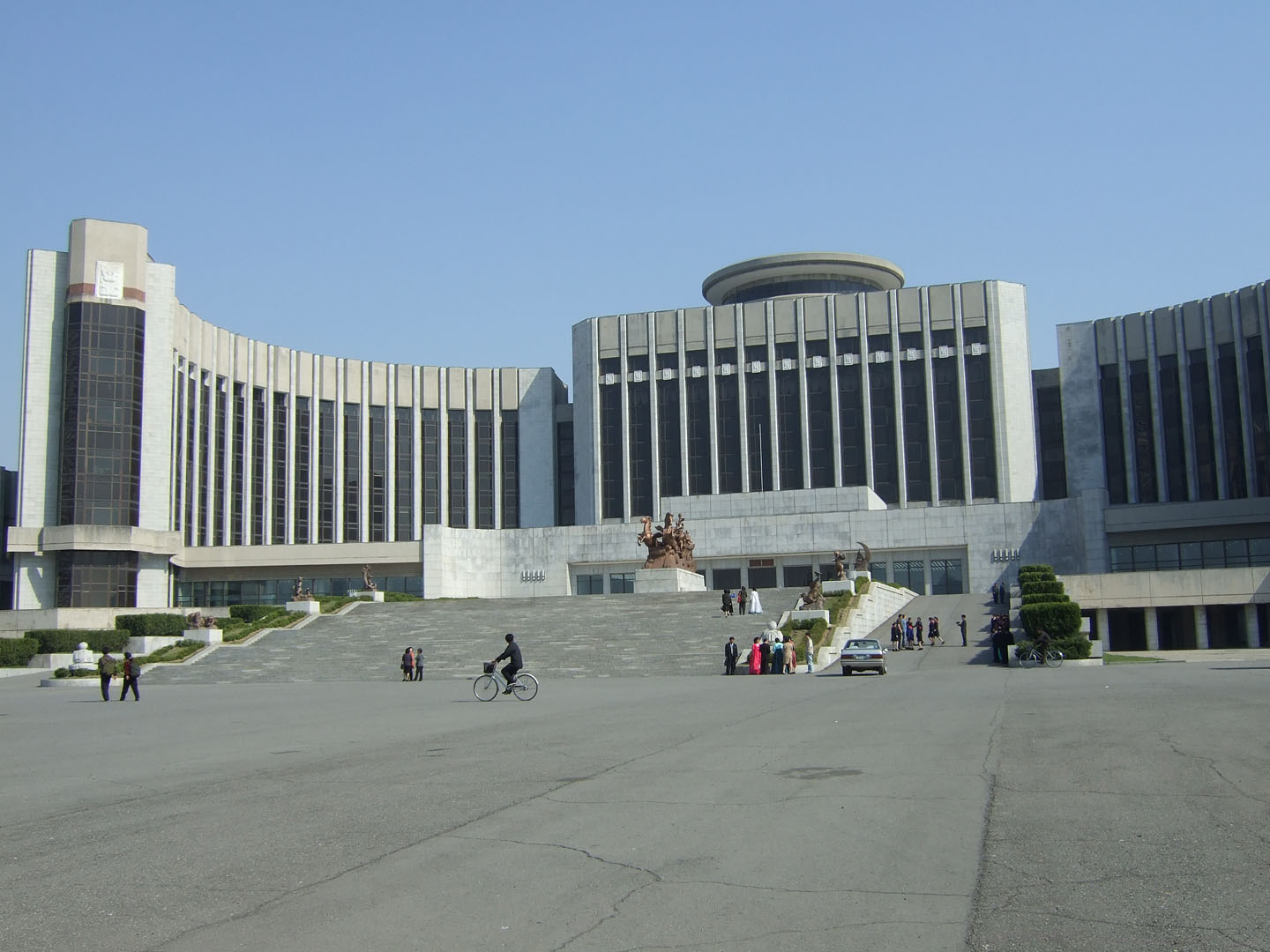
Schülerpalast Mangyongdae

Der Schülerpalast Mangyongdae befindet sich am Beginn des Kwangbok-Wohnviertels und der Auffahrt zur Straße der Heroischen Jugend. Auffällig an dem Bau ist seine Form, dessen beiden Gebäudeflügel kreisförmig einen repräsentativen Vorplatz umschließen, sowie die von der Kwangbok-Straße aus zu sehende Springbrunnenanlage und die bronzene Statue, die einen von Kindern befahrenen Streitwagen darstellt.
Der Schülerpalast ist eine öffentliche Erziehungs- und Bildungseinrichtung für Kinder zum Einstudieren von sportlichen und künstlerischen Tätigkeiten. Auf der gegenüberliegenden Straßenseite befindet sich der Kinder-Blumengarten des 15. April. Der 15. April wird in Nordkorea als Tag der Sonne gefeiert.

## Sonstiges
Die Kwangbok-Straße bildet einen Teilabschnitt des Pjöngjang-Marathons.